# MTO Co., Ltd.
MTO Co., Ltd. (エム・ティー・オー株式会社?) ("Motorsports Software Technical Office") är en Yokohama-baserad datorspelutvecklare och utgivare grundad i maj 1996. Företaget är mest känt för GT-serien av racing spel som det har släppt (GT Advance Championship Racing, GT Pro-serien) och de senaste husdjursspel som Dogz och Catz.